# Verdensudstilling
Verdensudstilling er fællesbetegnelsen på større internationale udstillinger som er blevet holdt forskellige steder i verden siden det 19. århundrede. Det officielle organ for godkendelse af verdensudstillinger er BIE – Bureau International des Expositions.
BIE-godkendte udstillinger opdeles i forskellige typer; universelle, internationale eller specialiserede. Udstillingerne varer sædvanligvis mellem tre og seks måneder. 